# 龍造寺家和
龙造寺家和（日语：／ Ryūzōji Iekazu，生年不详—1528年3月27日）是战国时代的武将。龙造寺氏第十五代当主。

## 经历
出生于肥前國國人龙造寺氏第十四代当主龍造寺康家的次子。由于长兄龍造寺胤家引起家中纷争而逃跑，因此家督之位传于家和成为第15代当主。永正4年（1507年），大內義興召集中国、四国和九州诸侯前往上洛，家和作为大内军一员跟随上洛。此后，他跟随九州千叶氏和大内氏在肥前保持势力。
家和于享祿元年（1528年）去世。家督之位由长子胤和继承。

## 脚注
1. ↑  『鍋島直正公伝』

## 出典
- 《锅岛直政公传》（卷一）
- 《龙藏寺隆信谱》